# 日本開発構想研究所
一般財団法人日本開発構想研究所（にほんかいはつこうそうけんきゅうじょ）は、元内閣府所管の財団法人。都市開発や高等教育に関する調査研究・コンサルティングを行うシンクタンク。

## 概要
- 所在：東京都港区虎ノ門1-16-4 アーバン虎ノ門ビル7階
- 設立：1972年7月5日
- 認可官庁：内閣府、国土交通省
- 理事長：戸沼幸市
- 研究員数：20名
- 受託先：学校法人、国土交通省等
- 専門分野：高等教育、国土開発